# Comté de Monterey
Pour les articles homonymes, voir Monterey.
Le comté de Monterey (en anglais : Monterey County) est un comté de l'État américain de Californie. Nommé d'après la ville de Monterey, son siège et ville la plus peuplée est Salinas. Au recensement des États-Unis de 2020, il compte 439 035 habitants, pour une superficie de 9 767 km2.

## Histoire
Le comté de Monterey est l'un des 27 comtés créés en 1850 à la suite de l'adoption de la Constitution de la Californie l'année précédente.

## Géographie

### Situation
|                 | Comté de Santa Cruz      | Comté de San Benito |
| Océan Pacifique | comté de Monterey        | Comté de Fresno     |
|                 | Comté de San Luis Obispo | Comté de Kings      |

### Localités
Le comté comprend douze villes (Carmel-by-the-Sea, Del Rey Oaks, Gonzales, Greenfield, King City, Marina, Monterey, Pacific Grove, Salinas, Sand City, Seaside et Soledad) et dix-sept census-designated places (CDP), dont une, Aromas, à cheval sur le comté de San Benito, tout comme l'est le parc national des Pinnacles.

## Démographie
| Groupe            | Comté de Monterey | Californie | États-Unis |
| ----------------- | ----------------- | ---------- | ---------- |
| Blancs            | 55,6              | 57,6       | 72,4       |
| Autres            | 28,3              | 17,4       | 6,4        |
| Asiatiques        | 6,1               | 13,1       | 4,8        |
| Métis             | 5,2               | 4,9        | 2,9        |
| Afro-Américains   | 3,1               | 6,2        | 12,6       |
| Amérindiens       | 1,3               | 1,0        | 0,9        |
| Total             | 100               | 100        | 100        |
|                   |                   |            |            |
| Latino-Américains | 55,4              | 37,6       | 16,7       |

Selon l'American Community Survey, pour la période 2011-2015, 46,91 % de la population âgée de plus de 5 ans déclare parler l'espagnol à la maison, alors que 46,38 % déclare parler l'anglais, 1,40 % le tagalog, 0,51 % l'arabe et 4,81 % une autre langue.
| 1850  | 1860  | 1870  | 1880   | 1890   | 1900   |
| ----- | ----- | ----- | ------ | ------ | ------ |
| 1 872 | 4 739 | 9 876 | 11 302 | 18 637 | 19 380 |

| 1910   | 1920   | 1930   | 1940   | 1950    | 1960    |
| ------ | ------ | ------ | ------ | ------- | ------- |
| 24 146 | 27 980 | 53 705 | 73 032 | 130 498 | 198 351 |

| 1970    | 1980    | 1990    | 2000    | 2010    | 2020    |
| ------- | ------- | ------- | ------- | ------- | ------- |
| 250 071 | 290 444 | 355 660 | 401 762 | 415 057 | 439 035 |